# Marie Brand und die letzte Fahrt
Marie Brand und die letzte Fahrt ist die fünfte Folge der deutschen Krimiserie Marie Brand mit Mariele Millowitsch in der Titelrolle und Hinnerk Schönemann als Kriminalhauptkommissar Jürgen Simmel. Sie wurde von Eyeworks produziert im Auftrag des ZDF unter Redaktion von Wolfgang Feindt. Die Dreharbeiten fanden unter dem Arbeitstitel Marie Brand und die Geisterbahn in Köln, auf der Düsseldorfer Rheinkirmes, sowie im Movie Park Germany statt. Ihre Erstausstrahlung im ZDF am 5. Januar 2011 erreichte durchschnittlich 5,54 Millionen Zuschauer, was 16,5 Prozent des Marktanteils in Deutschland entsprach. In Italien wurde der Film unter dem Titel Marie Brand e l’ultimo giro sulla giostra ausgestrahlt.

## Handlung
Dieser Fall führt die Kommissare Brand und Simmel auf einen Rummelplatz. Carl Coburg, Hersteller von Hightech-Achterbahnen, wurde in der Geisterbahn mit einem Beil erschlagen. Seltsamerweise hatte er 5000 Euro Bargeld dabei und Bruno Teilbach, der Besitzer der Geisterbahn, hat noch vor kurzem in der Firma des Opfers als Mechaniker gearbeitet. Außer Blutspuren sind keine direkten Hinweise auf den Täter zu finden. Doch die Tatsache, dass Teilbachs Sohn beim Bau einer von Coburgs Achterbahnen tödlich verunglückt war, macht ihn verdächtig. Ein weiteres Mordmotiv könnte Coburgs Bruder Waldemar haben, der vor 16 Jahren die Firma verlassen hatte, weil ihm die neuen Billig-Bahnen zu gefährlich erschienen. Doch auch Veronika Herrenstett, die Konstrukteurin der Firma, profitiert möglicherweise vom Tod ihres Chefs. Unregelmäßigkeiten bei den Abrechnungen lassen diesen Schluss zu und die Tatsache, dass ihr Freund Julian Römer ein millionenschwerer Anlagebetrüger ist, der bereits ins Visier des Betrugsdezernates gelangt ist. Sollte Coburg dahintergekommen sein, wäre dies ein nicht von der Hand zu weisendes Motiv.
Während Brand und Simmel all diesen Spuren nachgehen, schickt ein Unbekannter eine SMS, dass er wüsste, wer Coburgs Mörder wäre, und lockt die Ermittler nachts in die Geisterbahn. Parallel erhält auch Veronika Herrenstett diese SMS und die Drei treffen unvermittelt aufeinander. Dabei erfährt Brand, dass die von Herrenstedt angelegten Gelder angeblich nicht aus Coburgs Firma stammten, sondern von Julian Römer selber, für den sie den Betrag angelegt hätte. Auch hat sie ein Alibi für die Tatzeit und scheidet somit aus dem Kreis der Verdächtigen aus.
Dafür rückt der Schausteller Raino Petkanen in den Focus der Ermittlungen, nachdem Brand ihn für einen Sabotageakt an einer von Coburgs Achterbahnen überführen kann. Er ist ein guter Freund von Bruno Teilbach und fühlt sich ihm verbunden, doch einen Mord aus Freundschaft leugnet er. Da es keine weiteren stichhaltigen Beweise gegen ihn gibt, muss er aus der Untersuchungshaft entlassen werden, doch wird er observiert. Damit bleibt gleichzeitig auch Teilbach unter Beobachtung und so kann ein mögliches Attentat auf Herrenstedt verhindert werden. Teilbach wird festgenommen und gibt an, dass er das Beil in Coburgs Firma verstecken wollte, nachdem er es angeblich hinter seiner Geisterbahn gefunden hatte. Auf Brands Nachfrage gibt er plötzlich doch zu, Coburg erschlagen zu haben. Bei einem Lokaltermin kann dies aber widerlegt werden, denn der Mörder muss mindestens 20 Zentimeter kleiner gewesen sein, um mit dem Beil zu einem kräftigen Schlag ausholen zu können. So gibt er zu, dass er seine Exfrau Charlotte aus der Geisterbahn hatte kommen sehen und auch, dass sie das Beil weggeworfen hatte. Brand und Simmel suchen sie auf und dabei stellt sich heraus, dass sie zwar Coburg erschlagen hat, weil er ihrer Meinung nach für den Tod ihres Kindes verantwortlich war, aber Veronika Herrenstett ihr zuvor Details zugespielt hatte, worauf sich ihr Hass verstärkte. Brand lässt daraufhin auch die Konstrukteurin wegen Anstiftung zum Mord festnehmen.

## Kritiken
Rainer Tittelbach von tittelbach.tv urteilt: „Von unausgereiften Achterbahnen ist viel die Rede in ‚Marie Brand und die letzte Fahrt‘. Unausgereift ist auch der Plot, ein simpler Whodunit mit reichlich falschen Fährten. Das reizvolle Schausteller-Milieu hält für die Geschichte leider nicht das, was es verspricht. Nach wie vor ein viel versprechendes Krimi-Pärchen aus der dezenten Augenzwinker-Abteilung – aber nicht mit solchen Fällen und nicht ohne Hinnerk Schönemanns Körpereinsatz.“
Die Kritiker der Fernsehzeitschrift TV Spielfilm geben den ‚Daumen nach oben‘ für viel Spannung und Humor und meinen zu diesem neuen Marie-Brand-Film: „Diese Folge der losen Reihe ist zwar nicht gerade Grimme-Preis-verdächtig, punktet aber mit überraschenden Wendungen und dem gegensätzlichen Ermittlerduo, das wieder für einige komische Szenen sorgt.“ Sie resümieren: „Wie Lena sagen würde: ‚Wow! Verdammte Axt!‘“